# Constantino II da Escócia
Constantino, filho de Áed (gaélico medieval: Causantín mac Áeda; gaélico moderno: Còiseam mac Aoidh, conhecido na maioria das listas de reinos modernos como Constantino II; nascido em torno de 879; morreu em 952) foi um dos primeiros Reis da Escócia, conhecida então pelo nome gaélico Alba. O Reino de Alba, um nome que apareceu pela primeira vez durante a vida de Constantino, é situado, geograficamente, na Escócia moderna.
O reinado de Constantino II foi marcado por confrontos com os Vikings. Ele participou da coalizão de monarcas britânicos que derrotou os nórdicos na Batalha de Brunanburh, em 937. Durante seu longo reinado de mais de quarenta anos, a Escócia e suas instituições se fortaleceram e ele é considerado como um dos responsáveis pela gaelização do país. Foi durante esse período que o termo Scottas foi utilizado pela primeira vez para se referir a Escócia, dando origem as palavras modernas "Scots" e "Scotland".